# Centro Cultural de Cali
El edificio Centro Cultural de Cali es la de sede de la Secretaría Distrital de Cultura. Se encuentra ubicado en el centro histórico de Cali, junto al Teatro Municipal Enrique Buenaventura.

## Arquitectura
La arquitectura del centro cultural es una combinación de ciudadela mudéjar con castillo medieval compuesta por ladrillo limpio, con implementación de conceptos hispánicos como lo son balcones en su segunda planta y los espacios abiertos en su interior, además de los aleros de los andenes para la protección de los transeúntes. Cuenta con una superficie de 14 000 metros cuadrados, de los cuales 10 000 son de espacio público.

## Salas
El centro cultural cuenta con una plazoleta interior conocida como "Saman". En ella se realizan la mayoría de actividades, o tertulias entre los ciudadanos; sin embargo, el centro cuenta con otras instalaciones importantes como: 

### Archivo histórico de Cali
Conserva el patrimonio documental de la ciudad de Cali y está a disposición de la ciudadanía. El archivo cuenta con la documentación de las gestiones administrativas desarrolladas por la alcaldía de la ciudad entre 1885 y 1984; guarda documentos como actas de cabildo, cédulas reales, recibos y correspondencia que datan de 1564 a 1997. El archivo también cuenta con documentos notariales y judiciales expedidos en la ciudad desde el año 1608.

## Actividades culturales
El centro es sede continuamente de exposiciones y tertulias artísticas y culturales a lo largo del año, dentro de las que se encuentran la fotografía, el baile, el teatro, la música y el cine.

### Festival internacional de poesía
Se desarrolla anualmente en el centro cultural; en él se llevan a cabo recitales poéticos, talleres y conferencias.